# WMS Gaming
WMS Gaming, filiale du groupe WMS Industries, est une entreprise créée en 1991 qui exerce son activité dans le domaine du développement, de la fabrication et de l'édition de machines à sous, terminaux de loterie vidéo, et de logiciels pour casinos.

## Historique
WMS Gaming a été créée en 1991.